# 富爾凱塔山
46°36′46.1″N 11°46′24.6″E / 46.612806°N 11.773500°E

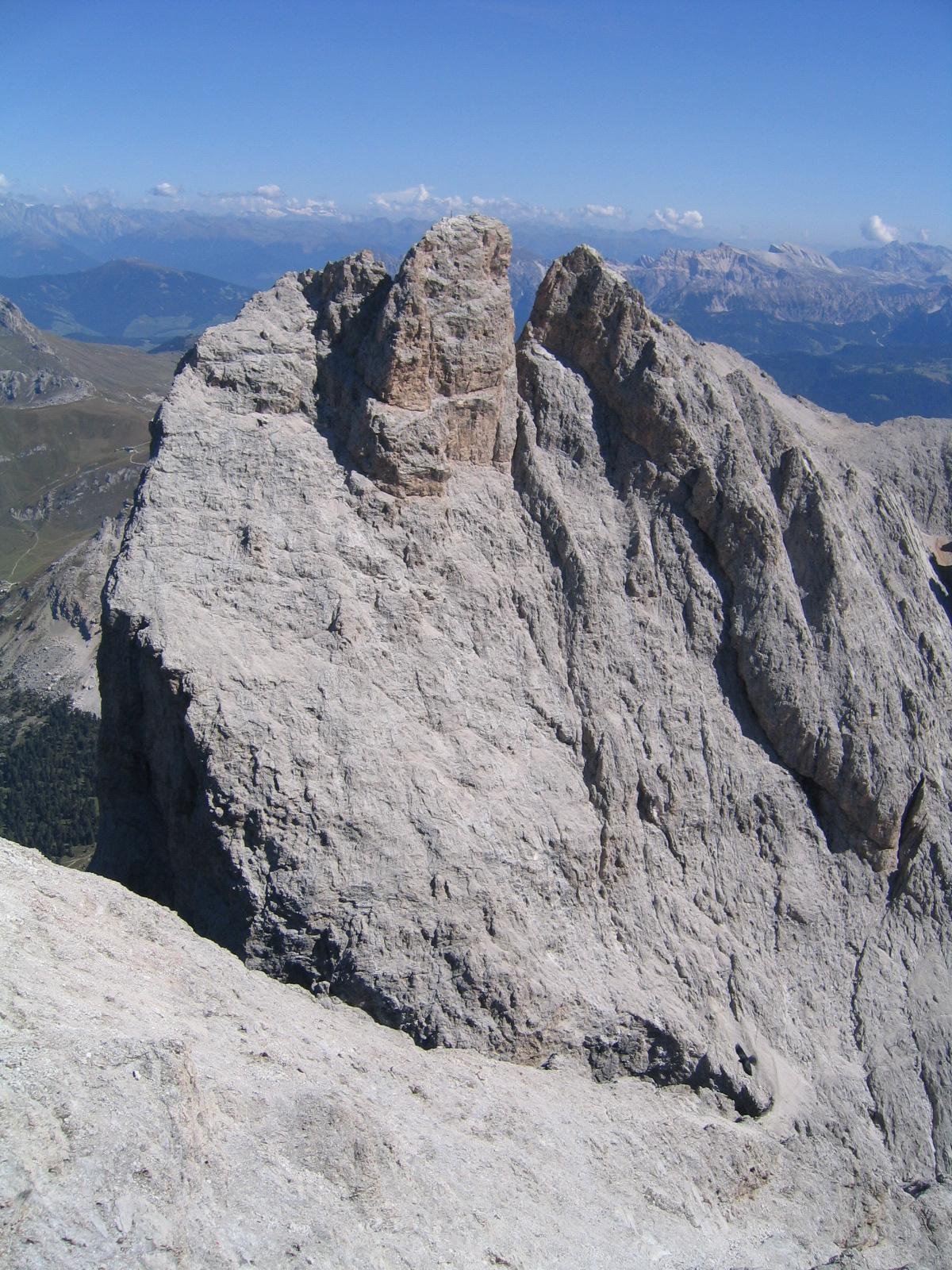

富爾凱塔山（義大利語：Furchetta），是意大利的山峰，位於該國東北部，由博爾扎諾-南蒂羅爾自治省負責管轄，屬於多洛米蒂山的一部分，海拔高度3,025米，每年平均降雨量1,579毫米。